# Fendlera tamaulipana
Fendlera tamaulipana là một loài thực vật có hoa trong họ Tú cầu. Loài này được B.L.Turner mô tả khoa học đầu tiên năm 2001.